# Université Constantine 1
 (avril 2013).
Si vous disposez d'ouvrages ou d'articles de référence ou si vous connaissez des sites web de qualité traitant du thème abordé ici, merci de compléter l'article en donnant les références utiles à sa vérifiabilité et en les liant à la section « Notes et références ».
L'université  de Constantine (en arabe : جامعة قسنطينة ; anciennement « Université Mentouri de Constantine ») est une université algérienne située dans la ville de Constantine, dans le nord-est du pays, à 400 km de la capitale Alger.
Elle est classée par le U.S. News & World Report au 50e rang du classement régional 2016 des universités arabes.

## Localisation
L’université est localisée dans la ville de Constantine, capitale culturelle de l'Est algérien, dans la wilaya de Constantine. Elle est située sur la route reliant la ville à l'aéroport Mohamed Boudiaf, sur une superficie de 544 660 m2 (54,5 ha).

## Histoire
Le 12 décembre 1997, l'université de Constantine est renommée "Université Mentouri".

## Architecture
Elle est conçue sous l'impulsion du président Boumedienne selon les plans de l'architecte brésilien (contacté par le bureau d'étude Ecotec dirigé par monsieur Mehennaoui Abdelhamid ) Oscar Niemeyer, et réalisée par l'entreprise Ecotec dirigée par Abdelhamid Mehennaoui ,,. L'université est composée de six blocs : 
- Bloc des lettres,
- Bloc des sciences,
- Bloc des droits (Tidjani),
- Bibliothèque centrale,
- Auditorium,
- Grand Resto.

## Organisation
Elle est répartie sur 13 campus et composée de 9 facultés et 38 départements offrant environ 100 spécialités[réf. nécessaire] :
- Faculté des sciences de l'ingénieur
- Faculté de médecine
- Faculté des sciences exactes
- Faculté de droit
- Faculté des lettres et langues
- Faculté des sciences humaines et sciences sociales
- Faculté des sciences naturelles et de la vie
- Faculté des sciences de la terre et aménagement du territoire
- Faculté des sciences économiques et sciences de gestion
- Faculté des sciences vétérinaires

## Portail Web
Le site web de l'université Mentouri de Constantine existe depuis janvier 2001[réf. souhaitée]. Le portail Web a été classé cinq fois d'affilée « meilleur site web d'université en Algérie selon le classement webometrics »[réf. nécessaire]. Les classements universitaires mondiaux classent l'université Mentouri dans les 3000 sur plus de 20 000 places mondiales.
Elle est classée  au 28 e rang en Afrique.